# Beaver Island (Charlevoix County, Michigan)
Beaver Island ist die größte Insel im Michigansee (USA) und Hauptinsel der der Inselgruppe Beaver Islands. Früher Heimat einer einzigartigen amerikanischen Monarchie, ist die Insel jetzt ein beliebtes Touristen- und Urlaubsziel.
Beaver Island liegt etwa 51 km entfernt von der auf dem Festland gelegenen Stadt Charlevoix und kann nur per Flugzeug oder Boot erreicht werden. Die Insel hat zwei Flugplätze, einen öffentlichen und einen privaten. Die Postleitzahl ist 49782. Beaver Island ist auch der Name einer gemeindefreien Ortschaft, die die besiedelten Gegenden der Insel umfasst.

## Geographie
Beaver Island ist 21 km lang und bis zu 10 km breit und gehört zum Charlevoix County, Michigan. Die Insel ist größtenteils eben und sandig, mit großen bewaldeten Abschnitten. Die höchste Erhebung ist der Standort des alten Feuerwachturms südlich des Fox Lake, mit einer Höhe von 241,7 Metern (793 Fuß) über dem Meeresspiegel, bzw. 65 Meter (214 Fuß) über dem Seespiegel. Diese Erhebung ist unbenannt. Die bekannteste Erhebung ist dagegen Mt. Pisgah, eine Sanddüne an der Westseite der Donegal Bay, mit einer Höhe von 222,5 Metern (730 Fuß). Laut US-Volkszählungsdaten hat sie eine Fläche von 144,45 km² und eine ganzjährige Bevölkerung von 551 Einwohnern. Der dichter besiedelte Teil der Insel, der nur etwa sechs Prozent der gesamten Landfläche umfasst, gehört zur St. James Township am Nordende. Dieser Teil hatte zur 2000er-Volkszählung 307 Einwohner. (Zur St. James Township gehören auch Garden Island, High Island, Hog Island und mehrere kleinere Inseln im Michigansee, die allesamt keine ständigen Bewohner haben.) Peaine Township, die die restlichen 94 Prozent der Insel einnimmt, beinhaltet große Stücke Land in Staatseigentum und ist größtenteils unerschlossen. Sie hat (Stand 2000) 244 Einwohner.
Beaver Island hat mehrere kleine bis mittelgroße Seen, darunter Lake Geneserath im Südosten, Greenes Lake und Fox Lake im Mittelteil sowie Font Lake, Egg Lake, Round Lake und Barneys Lake im Norden. Es gibt nur zwei benannte Fließgewässer: Jordan River, der in die Sand Bay auf der Ostseite der Insel mündet, und Iron Ore Creek, der in die Iron Ore Bay am Südende mündet.

## Wirtschaft
Traditionell waren die Hauptwirtschaftszweige der Insel Fischerei, Forst- und Landwirtschaft. Heute jedoch dreht sich die Wirtschaft um den Öffentlichen Dienst, den Fremdenverkehr sowie den Bau von Eigenheimen und Ferienhäusern. Es gibt zahlreiche Erholungsmöglichkeiten im Hafen von Beaver Island, an den Stränden, an den Seen im Inselinneren und im Staatsforst, der einen großen Teil der Insel bedeckt. Ein Golfplatz, Wanderwege, mehrere Restaurants und Hotels, ein Yachthafen sowie zahlreiche weitere Einrichtungen sprechen Einheimische und Besucher an.
Beaver Island bezeichnet sich selbst als „Amerikas Smaragdinsel“, zum Teil weil viele seiner Einwohner irischer Abstammung sind.
Die Central Michigan University betreibt auf der Insel eine Forschungseinrichtung.

## Das mormonische Königreich auf Beaver Island
Obwohl Beaver Island heutzutage hauptsächlich für seine Strände, Wälder, den Sportboothafen und seine Abgeschiedenheit bekannt ist, war es früher einmal der Ort eines einzigartigen mormonischen Königreiches.
Die Verbindung der Insel mit dem Mormonentum begann mit dem Tod von Joseph Smith, dem Gründer der Kirche Jesu Christi der Heiligen der Letzten Tage. Die meisten Mormonen betrachteten damals Brigham Young als Smiths Nachfolger, aber viele andere folgten James Strang. Strang gründete die Kirche Jesu Christi der Heiligen der Letzten Tage (Strangiten) und erhob den Anspruch, dass diese die einzige legitime Fortführung der von Joseph „wieder hergestellten“ Kirche sei. Seine Organisation besteht noch heute (allerdings nicht auf Beaver Island) und zählt bis zu 300 Mitglieder. Die Gruppe ließ sich zunächst in Voree (Wisconsin) nieder und begründete dort eine Gemeinde, die bis heute besteht.
Auf der Suche nach Sicherheit vor Verfolgung und möglicherweise stärkerer Isolation, um seine Kontrolle über die Gruppe zu erhöhen, brachte Strang seine Anhänger 1848 nach Beaver Island. Die Strangiten florierten unter Strangs Führung und wurden zu einem politischen Einflussfaktor in der Region. Sie gründeten die Ortschaft St. James (benannt nach Strang) und bauten eine Straße, den King's Highway, ins Inselinnere, die bis heute eine der Hauptrouten der Insel ist. Die Strangiten rodeten Land, errichteten Hütten, Farmen und andere Einrichtungen und versuchten, sich dauerhaft auf Beaver Island zu etablieren.

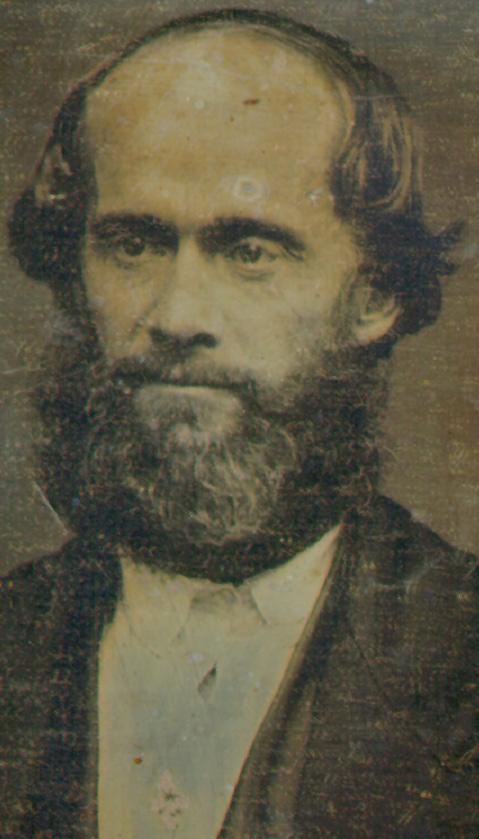
James Strang, 1856

Strang wurde 1853 und erneut 1855 in das Repräsentantenhaus von Michigan gewählt. Er gründete auch die erste Zeitung in Nord-Michigan, den Northern Islander. Während seiner Zeit im Parlament machte Strang Beaver Island zum Mittelpunkt eines neuen Verwaltungsbezirks: Manitou County umfasste die Beaver-Inseln, die Fox Islands sowie North und South Manitou Island und hatte St. James als Verwaltungssitz. Manitou County wurde 1895 vom Staat Michigan aufgelöst (s. unten).
Sobald er sich auf Beaver Island eingerichtet hatte, erklärte Strang sich zum Polygamisten, eine Praxis, die er vorher abgelehnt hatte. Er hatte fünf Ehefrauen und war Vater von insgesamt 14 Kindern.
1850 rief Strang sich selbst zum König aus, aber nicht über die Insel selbst. Stattdessen beanspruchte er, König über seine Kirche zu sein, die zu jener Zeit die meisten der Inselbewohner als Mitglieder hatte. Er wurde am 8. Juli des Jahres in einem von seinen Anhängern aus Baumstämmen errichteten „Tabernakel“ gekrönt, in einer aufwändigen Zeremonie, die eine Krone, eine rote Königsrobe, einen Schild, einen Küriss und ein hölzernes Zepter beinhaltete. Der strangitische Tabernakel und Strangs bescheidenes Haus sind lange verschwunden, genau wie Strangs königliche Insignien, aber eine von seinen Jüngern gebaute Druckerei existiert weiterhin – das einzige auf Beaver Island übrig gebliebene Strangiten-Gebäude. Heute beherbergt es ein Museum zur Geschichte der Insel.
Strang und seine Anhänger gerieten oft mit ihren nicht-strangitischen Nachbarn auf Beaver Island und im Umkreis aneinander. Während er beanspruchte, König über seine eigenen Anhänger zu sein, tendierte Strang dazu, auch über Nicht-Strangiten auf der Insel zu herrschen und wurde regelmäßig beschuldigt, deren Eigentum gewaltsam in seinen Besitz zu bringen und sie tätlich anzugreifen. Offene Feindschaft zwischen den zwei Gruppen endete oft in Gewalt. Strangiten wurden im Postamt von örtlichen Raufbolden verprügelt, während Strang einmal mit einer Kanone auf eine Gruppe renitenter betrunkener Fischer feuerte, die gedroht hatten, seine Leute von der Insel wegzubringen. Die Strangiten bekamen zunehmend ein Monopol über die lokale Verwaltung, wodurch die Unterscheidung zwischen Kirche und Staat in ihrem „Utopia“ verwischt wurde.
Obwohl Beaver Islands Möchtegern-Monarch viele fortschrittliche Vorstellungen (wie den Schutz von Wäldern) hatte, wurde sein autokratischer Regierungsstil im Laufe der Zeit von vielen als untragbar angesehen. Ein Dekret schrieb zum Beispiel die Art von Kleidung, die strangitische Frauen tragen mussten, vor (vgl. Bloomers). Zwei Frauen weigerten sich und Strang ließ ihre Ehemänner auspeitschen, was dadurch „erleichtert“ wurde, dass einer von ihnen beim Ehebruch mit der Frau eines Geschäftspartners erwischt worden war.
Während sie sich von ihren Verletzungen erholten, schmiedeten die Ehemänner einen Plan gegen Strang. Am 16. Juni 1856 lief ein Kanonenboot der US-Marine, die USS Michigan, in den Hafen von St. James ein und lud Strang ein, an Bord zu kommen. Während Strang die Anlegestelle hinab ging, schossen die zwei Männer von hinten auf ihn und rannten dann zum Schiff. Das Schiff lief aus und setzte die Männer auf Mackinac Island ab, ohne sie festzunehmen. Keiner der beiden wurde für das Verbrechen verurteilt.
Nachdem Strang am 9. Juli 1856 infolge seiner Verwundungen verstorben war, kam ein Mob aus Mackinac Island sowie vom nahe gelegenen St. Helena Island. Der Mob vertrieb die Strangiten (damals etwa 2.600 Personen) von Beaver Island und eignete sich ihren Besitz an. Mit dem Weggang der Strangiten hörte die lokale Verwaltung im Manitou County (einschließlich Beaver Island) praktisch auf zu existieren. Gerichtstage und Wahlen wurden nur noch selten abgehalten. Die Ämter des Bezirks waren für gewöhnlich unbesetzt und die Gegend bekam einen Ruf der Gesetzlosigkeit, der dadurch unterstrichen wurde, dass der Gouverneur von Michigan John J. Bagley 1877 die Abschaffung des County forderte. Ein entsprechender Gesetzentwurf wurde im Parlament des Staates eingebracht, aber bekam keine Mehrheit. Ein neuer Versuch 1895 war erfolgreich und die Beaver-Inseln wurden Teil des Charlevoix County, während die Fox- und die Manitou-Inseln zum Leelanau County kamen.

## „Amerikas Smaragdinsel“
Irische Fischer aus Gull Island, Mackinac Island, verschiedenen Hafenstädten auf dem Festland und aus dem County Donegal in Irland ersetzten schnell die Strangiten auf Beaver Island. Ihre Gemeinde, angewachsen durch weitere Einwanderung aus Irland, entwickelte eine einzigartige Identität, die durch die Isolation der Insel vom Festland begünstigt wurde. Gottesdienste und selbst normale Unterhaltungen wurden viele Jahre lang auf Gälisch abgehalten. Mitte der 1880er-Jahre war Beaver Island zum größten Lieferanten von Süßwasserfisch in den USA geworden, aber Überfischung und technische Änderungen beendeten den Boom um 1900.
Zusätzlich zum ermordeten „König“ sollte Beaver Island später die Heimat zweier Personen von lokaler Bekanntheit werden. Father Peter Gallagher, Pfarrer von 1865 bis 1898, war eine bunte und charismatische Führungspersönlichkeit, die das Inselleben dominierte und sogar einmal mit einem Gemeindemitglied in der Inselkapelle in einen Faustkampf geriet. Feodor Protar, der 1893 ankam, war ein Jünger des russischen Schriftstellers und Pazifisten Leo Tolstoi. Er diente als Dorfarzt und Jedermanns Freund während er als Einsiedler in einer Hütte im Inselinneren lebte. Protar starb 1925 und hinterließ viele Bewunderer, die sein Andenken für Jahrzehnte bewahrten.
Die Holzgewinnung, schon immer ein wichtiger Teil der Wirtschaft der Insel, wurde durch die Gründung der Beaver Island Logging Company 1901 stark ausgeweitet. Schiffsanleger, Unterkünfte, Bahnschienen und eine Sägemühle verwandelten die örtliche Szenerie für eine Zeit, aber die Fischerei blieb die Hauptbeschäftigung der Insel. Ein starker Rückgang in den Fischbeständen in den 1940er-Jahren führte zu einem Exodus der meisten Insulaner, bis der Tourismus in den 1970er-Jahren für neues Interesse an Beaver Island sorgte. Heute ist die Insel ein beliebtes Urlaubsziel für Menschen aus der gesamten Region der Großen Seen und profitiert sowohl von ihrer besonderen Geschichte als auch von ihrer unverdorbenen Schönheit.

## Verkehr
Beaver Island wird von zwei kleinen Fluglinien bedient: Island Airways und Fresh Air Aviation. Die Flugzeuge von Island Airways fliegen von Charlevoix zum Welke Airport (6Y8), einem privaten, öffentlich zugänglichen, Flugplatz in der Peaine Township. Die Flugzeuge von Fresh Air Aviation fliegen von Charlevoix zum Township-eigenen öffentlichen Flugplatz (KSJX) auf der Westseite der Insel, ebenfalls in der Peaine Township.
Die Beaver Island Boat Company betreibt eine Autofähre von Charlevoix aus. Tägliche Verbindungen finden von Mai bis September statt, von Januar bis März ist die Fährverbindung geschlossen. Besucher, die ihr eigenes Fahrzeug mitbringen möchten, müssen vorab reservieren.
Es gibt zwei Leuchttürme auf Beaver Island. Beaver Island Harbor Light (bzw. St. James Light), 1870 erbaut, auf der Nordseite der Insel, dient noch heute als Navigationshilfe. Das Beaver Island Head Lighthouse am Südende der Insel, 1858 erbaut, wurde 1962 außer Betrieb genommen.

## Die Inselgruppe
Der Beaver-Island-Archipel umfasst, etwa in der Reihenfolge ihrer Größe, folgende Inseln:
- Beaver Island
- Garden Island
- High Island
- South Fox Island
- Hog Island
- North Fox Island
- Gull Island
- Whiskey Island
- Squaw Island
- Trout Island
- Grape Island
- Hat Island
- Shoe Island
- Pismire Island

Gull, Hat, Pismire und Shoe Island bilden den im Michigansee gelegenen Teil des Wildschutzgebietes Michigan Islands National Wildlife Refuge und werden als Außenstelle des Seney National Wildlife Refuge verwaltet. Zwei der Inseln – Pismire und Shoe – sind auch Teil der Michigan Islands Wilderness Area.

## Inselpartnerschaft
Im Jahr 2000 ist Beaver Island eine Partnerschaft mit der Insel Arranmore im County Donegal in Irland eingegangen. Diese Verbindung ist vergleichbar mit einer Städtepartnerschaft.